# Something Wild (álbum)
Something Wild es el álbum debut de la banda finlandesa de death metal melódico Children of Bodom. Fue muy popular en la escena underground de Finlandia en ese momento, llegando a los puestos más altos de las ventas en el país, y aumentando su fama internacional en todos lados en la escena underground como “Esa banda de metal de Finlandia”. La escritura de las canciones en este álbum es mucho más libre y el uso de teclados y fuertes influencias neoclásicas que son mucho más prevalentes que en sus lanzamientos futuros como Hatebreeder o Follow the Reaper. Something Wild fue un álbum innovador y pionero en el metal extremo al incorporar elementos del power metal, con un sonido único que no se veía en otras bandas de death metal melódico de la época. El “Deluxe Edition” fue lanzada mucho más adelante en 2002 e incluye material bonus.
La intro de Deadnight Warrior son sonidos de la película It.

## Lista de canciones
| N.º | Título                        | Duración |  |
| 1.  | «Deadnight Warrior»           | 3:22     |  |
| 2.  | «In The Shadows»              | 6:01     |  |
| 3.  | «Red Light In My Eyes, Pt. 1» | 4:28     |  |
| 4.  | «Red Light In My Eyes, Pt. 2» | 3:50     |  |
| 5.  | «Lake Bodom»                  | 4:02     |  |
| 6.  | «The Nail»                    | 6:18     |  |
| 7.  | «Touch Like Angel Of Death»   | 7:47     |  |

## Créditos
- Alexi Laiho - Voces/guitarra
- Alexander Kuoppala - Guitarra rítmica
- Janne Wirman - Teclados
- Henkka Seppälä - Bajo
- Jaska Raatikainen - Batería

## Información adicional
- Toda la música y letras por A. Laiho y A. Kuoppala y los miembros de Children of Bodom.
- Producido por A. Kippo, A. Laiho, J. Raatikainen y Children of Bodom.
- Grabado y mezclado en Astia Studio por Anssi Kippo en julio/agosto de 1996.
- Versión del álbum por Flea Black.

## Posicionamiento
| Listas (2021)                       | Posición |
| ----------------------------------- | -------- |
| Finlandia (Suomen Virallinen Lista) | 3        |